# カレン民族解放軍
カレン民族解放軍（カレンみんぞくかいほうぐん、KNLA= Karen National Liberation Army）は、ミャンマー（ビルマ）の反政府組織カレン民族同盟の軍事組織。

## 概説
1948年にビルマがイギリスから独立を果たした際、ビルマ国内の諸民族がビルマ政府との共存を試みていたのに対して、カレン族は、ビルマからの分離独立を強く志向していたため、ビルマ政府とカレン族との間は強い緊張状態にあった。1949年前半には、ビルマ連邦政府が募った民兵によってカレン族の一般居住地域は攻撃された。さらにビルマ政府は軍事力を行使してカレン族指導者層を次々に逮捕・拘束した。1962年にはネ・ウィン将軍が実権を掌握するとカレン族など諸民族の独立運動はビルマ連邦政府への反乱として抑圧された。一方でネ・ウィンによる抑圧は、カレン族の政治指導者の側についているビルマ軍や、ビルマ政府に逮捕された人々との共闘関係を形成し、内戦につながった。
緒戦においては、カレン族側は北ビルマの多くを制圧した。しかし、港湾を奪還され、補給が途絶えたため南東部に封じ込められた。KNLAは、南東部に解放区コートレイを作り、ミャンマーとタイとの国境地域を実効支配している。コートレイの「首都」マナプロウの街はミャンマー連邦政府に対する反政府勢力の大きな拠点として注目されたが、1994年12月、仏教徒グループが民主カレン仏教徒軍（DKBA）を称し軍事政権側へ離反したため、1995年1月に、DKBAとミャンマー軍の攻撃を受けてマナプロウは陥落（マナプロウの陥落参照）、同年2月には最後の要衝ワンカー（Wangkha）も陥落した。以来、残存勢力はミャンマーとタイの国境を流れるサルウィン川両岸を遊弋し、僅かに残る支配地域をコートレイと名付け防衛している。
現在は、国軍クーデターに反対しミャンマー民主化を求める国民統一政府（NUG）の一翼を担うカレン民族同盟（KNU）の軍事部門として、かつての解放区を占領する国軍基地を攻撃したり、ミャンマー市民の民主化デモを国軍の攻撃から防衛する任務を担っている。
かつて、マナプロウがあった頃のコートレイの中には士官学校や独自の行政機関が樹立されており、構成員は正規軍としての体裁を整えていた。装備もM16自動小銃やカラシニコフAK自動小銃など旧東西製の装備を使用している。